# Орнитомимиды
Орнитомимиды (лат. Ornithomimidae) — семейство динозавров-теропод из инфраотряда орнитомимозавров, живших около 100—66 млн лет назад на территории Азии и Северной Америки.

## История изучения
Семейство впервые было назначено в 1890 году Гофониилом Чарльзом Маршем на основе останков Ornithomimus.
Первое чёткое определение семейству в 1998 году дал Пол Серено: группа, состоящая из орнитомима и всех видов, более тесно связанных с орнитомимом, чем с эрликозавром. В 2005 году Серено изменил определение, и обозначил его как группу, состоящую из Ornithomimus edmontonicus и прочих видов, больше похожих на орнитомима, чем на Garudimimus brevipes, Harpymimus okladnikovi, Shenzhousaurus orientalis или Pelecanimimus polyodon.

## Распространение
Группа возникла в во время сеноманского века сто миллионов лет назад, самый молодой возраст, к которому относится Sinornithomimus dongi. Были широко распространены в Азии и Северной Америке. Также фрагментарные останки найдены в Судане и Уругвае. Последние орнитомимиды вымерли в конце мелового периода вместе с остальными нептичьими динозаврами.

## Описание
Динозавры данного семейства были быстрыми травоядными животными, также некоторые представители были всеядными. Характерные особенности: удлинённый череп, оканчивающийся беззубым клювом. Из-за этого их нередко называют «страусоподобные динозавры».
Удлинённые подвздошные кости (больше чем лобковая кость) и плюсна, проксимально сильно сжатый третий метатарзальный элемент и отсутствие первого пальца (большой палец). Воздушные полости (плевроцели) присутствуют.

## Систематика
- Anserimimus (Монголия)
- Archaeornithomimus (Китай)
- Dromiceiomimus (Альберта)
- Gallimimus (Монголия)
- Ornithomimus (Северная Америка)
- Qiupalong (Китай)
- Sinornithomimus (Китай)
- Struthiomimus (Северная Америка)
- Dzharacursor (Узбекистан)